# City of Evil
City of Evil (en español: Ciudad del mal) es el tercer álbum de estudio de la banda californiana de metal Avenged Sevenfold puesto en venta en 2005. En esta obra, al contrario de sus anteriores trabajos, la banda se aleja del metalcore característico de los dos álbumes anteriores, Sounding the Seventh Trumpet y Waking the Fallen, en los que predominaba la voz rasgada de su vocalista principal M. Shadows en gran parte de las canciones, acercándose así a un estilo más limpio a la hora de la composición de las canciones. 
Este cambio de estilo causó una división de opiniones entre sus seguidores defensores del metalcore y los que creen que la banda debe experimentar en otras sendas distintas a los anteriores discos del grupo.
El disco comienza con «Beast and the Harlot», con referencias al Apocalipsis, y que continúa con «Burn It Down» en lo que estaba concebido para ser una sola canción. A continuación aparece «Blinded In Chains», canción de letra bélica que se incluye en el videojuego Need For Speed: Most Wanted y en Arena Football. «Bat Country», el primer sencillo del disco, y «M.I.A.», son otras dos canciones destacadas dentro del álbum, elogiado por la crítica especializada como el mejor de su carrera hasta el momento. El tema «Beast and the Harlot» fue incluido en la lista de tracks en «Rock Band 3», «Guitar Hero 2» y como contenido descargable en «Rocksmith».
The Rev cantaba en muchas pistas generalmente en vivo. Las canciones eran: «Burn It Down», «Blinded In Chains», «Bat Country», «Seize the Day», T«he Wicked End», «M.I.A», entre otras.

## Antecedentes
Avenged Sevenfold, venía de haber escrito y lanzado dos álbumes, Sounding the Seventh Trumpet en 2001 y Waking the Fallen en 2003, bajo los sellos Goodlife Records y Hopeless Records , respectivamente. Sin embargo aunque Waking the Fallen fue certificado por la RIAA, ninguno de los álbumes fue un gran éxito. Waking the Fallen atrajo a varios sellos discográficos importantes a la banda, y finalmente firmaron con Warner Bros. Records luego de considerar a varios otros.
Entre los cambios musicales en comparación a los dos álbumes previos se nota que la banda se aleja del sonido metalcore, esta decisión se dio luego de recurrir a sus influencias mientras escribían las canciones. M. Shadows or Matt Davies dijo en una entrevista; "Cuando comenzamos a trabajar en este disco, dijimos: '¿saben qué? Ninguna de nuestras bandas favoritas es súper extrema, solo escriben canciones melódicas realmente buenas que todavía son pesadas"
Otro cambio notable es la voz rasposa de Matt, debido a que para la grabación de este álbum recurrió al entrenador vocal Ron Anderson (quien trabajó con Chris Cornell y Axl Rose) para conseguir el tono indicado. Shadows or Davies entrenó durante varios meses con Anderson antes de grabar las voces.
"Ron me enseñó a tener esa fuerza en mi voz sin perder el tono. Él trajo todo eso a la mesa y trajo esa técnica a mi voz. Hace un año y medio que trabajo con él, pero trabajé con él durante nueve meses antes del disco ", afirmó el cantante. "le dije que quería que mi voz sonara diferente de todos los demás, pero quería esas características en mi voz ... Era una de esas cosas que solo queríamos llegar hasta el final"

## Lanzamiento y recepción
City of Evil salió a la luz el 7 de junio de 2005 y debutó en la posición número #30 en el Billboard 200, vendiendo más de 30 000 copias en su semana de lanzamiento. Seguido del éxito de su nuevo sencillo, «Bat Country», que junto con su videoclip las ventas se dispararon y se convirtió en su primer disco de oro. Rolling Stone elogió el trabajo de guitarra, dando al álbum tres de las posibles cinco estrellas. Johnny Loftus de Allmusic calificó al álbum de tres estrellas y media de cinco y comentó: "... Avenged Sevenfold consigue todas las piezas bien, y parece que se están divirtiendo más que en el enfoque scattershot de los primeros dos discos ". La versión británica de la revista alemana Metal Hammer le dio al álbum un puntaje de ocho sobre diez con Katie Parsons que concluye: "Lo han hecho a su manera, se están divirtiendo y ¿quién demonios puede culparlos?". 
En enero de 2006, City of Evil ganó su segundo disco de oro con el sencillo «Bat Country», publicado en 2005; su música fue escrita en homenaje al periodista y escritor Hunter S. Thompson. El nombre de la canción viene en la página dieciocho del capítulo de su libro Fear and Loathing in Las Vegas, donde Raoul Duke dice: «No podemos parar aquí. Este es el país murciélago». Sin duda fue una de las canciones que más aceptación tuvo por sus fanáticos. En febrero fue publicado el videoclip de «Beast and the Harlot», primera canción de su disco, el video puso a la banda para llegar a la cima de muchas tablas en todo el mundo. El riff de esa canción fue elegido como uno de los mejores de la historia por la revista Total Guitar de ese año, llegando al puesto 14, y poco después, el 30 de junio, el de «Seize the Day» tema en donde The Rev or Ryan Richards toca el piano y es la voz principal. Avenged Sevenfold completó su primera gira mundial en 2006 llegando a lugares diferentes en los Estados Unidos, Europa, Japón, Australia y Nueva Zelanda. Ganó el premio a Mejor artista nuevo en los MTV Music Awards con el vídeo de «Bat Country», superando a artistas como Panic! at the Disco, Rihanna o Chris Brown. City of Evil es tenido como uno de los cien mejores discos de la historia, nombrado por la revista Guitar World en octubre de 2006, situándose en el número 63. Ha vendido alrededor de un millón de copias en Estados Unidos y un millón y medio a nivel mundial hasta agosto de 2009.
El álbum recibió críticas positivas en su totalidad por parte de varias revistas y sitios web atribuyendo este álbum como el lanzamiento de la banda hacia la popularidad internacional.

## Lista de canciones
Todas las canciones escritas y compuestas por Avenged Sevenfold. 
| N.º | Título                  | Duración |  |
| 1.  | «Beast and the Harlot»  | 5:41     |  |
| 2.  | «Burn It Down»          | 4:59     |  |
| 3.  | «Blinded in Chains»     | 6:34     |  |
| 4.  | «Bat Country»           | 5:13     |  |
| 5.  | «Trashed and Scattered» | 5:53     |  |
| 6.  | «Seize the Day»         | 5:33     |  |
| 7.  | «Sidewinder»            | 7:02     |  |
| 8.  | «The Wicked End»        | 7:11     |  |
| 9.  | «Strength of the World» | 9:15     |  |
| 10. | «Betrayed»              | 6:48     |  |
| 11. | «M.I.A.»                | 8:46     |  |

## Créditos
Avenged Sevenfold
- M. Shadows or Matt Davies - Voz
- Synyster Gates or Darran Smith - Guitarra líder, piano en "Beast And The Harlot" y "Sidewinder" y voz en "Seize The Day" y coros en "Strength Of The World"
- Zacky Vengeance or Kris Coombs-Roberts - Guitarra rítmica, Guitarra acústica en "Blinded In Chains", "Seize The Day" y "Strength Of The World" coros en "Strength Of The World"
- Johnny Christ or Gareth Davies - Bajo, coros en "Strength Of The World"
- The Rev or Ryan Richards - Batería, coros en "Strength Of The World" y piano en Seize the Day

Músicos adicionales
- John O'Mahony - Protools
- Samuel Fischer, Mark Robertson, Songa Lee-Kito, Sam Formicola, Bruce Dukov, Alan Grunfeld, Larry Greenfield y Liane Mautner - Violines
- David Walther, Matthew Funes y Alma Fernández - Violas
- Victor Lawrence, David Low y David Mergen - Violonchelos
- Jeannine Wagner, Zachary Biggs, Colton Beyer-Johnson, Josiah Yiu, Nathan Cruz, Stephen Cruz, C.J. Cruz, Sean Sullivan, Alan Hong, Nico Walsh y Sally Stevens - Coro
- Scott Gilman - Orquesta
- Bruce Springsteen - solo de guitarra acústica en "Sidewinder"

Producción
- Producido por Mudrock y Avenged Sevenfold
- Mezclado por Andy Wallace